# Aeroport de Rabat–Salé
L'aeroport de Rabat–Salé (àrab: مطار الرباط سلا, maṭār ar-Ribāṭ Salā; amazic estàndard marroquí: ⴰⵣⴰⴳⵯⵣ ⵏ ⵕⴱⴰⵟ ⵙⵍⴰ) (codi IATA: RBA, codi OACI: GMME) és un aeroport situat a la ciutat de Salé, a 8 kilòmetres al nord-est de Rabat, la capital de Morocco i de la regió de Rabat-Salé-Kenitra. És un aeroport d'ús conjunt civil i militar, que també és la Primera Base Aèria de la Reials Forces Aèries Marroquines. també es troba a 90 kilòmetres de Casablanca. La terminal ocupa 3.900 m² i té un màxim de 3.500.000 passatgers a l'any. Durant la'any 2007 s'enlairaren de l'aeroport 6136 avions, volaren 260.992 passatgers i es van moure 1.237,35 tones de càrrega.

## Història
Durant Segona Guerra Mundial, l'aeroport va ser utilitzat com un camp d'aviació militar per les Forces Aèries de l'Exèrcit dels Estats Units. El Grup de Bombardeig 319 va volar breument B-26 Marauders en la pista d'aterratge entre el 25 d'abril i l'1 juny de 1943. Després que els estatunidencs van traslladar les seves unitats de combat a mitjans de 1943, l'aeroport va ser utilitzat com a escala i camp d'aterratge d'aeronaus del Comando de Transport Aeri en la ruta de transport Casablanca-Alger. Quan va acabar la guerra, el control del camp d'aviació va ser retornat a les autoritats civils.
Durant els primers anys de la Guerra Freda, el Comandament Estratègic Aeri (SAC) de la Forces Aèries de l'Exèrcit dels Estats Units va fer servir l'aeroport com a seu de les seves 5a i 316a Divisió Aèria. Alguns avions del SAC, sobretot B-47 Stratojets i KC-97 Stratofreighters utilitzaren l'aeroport fins que la Força Aèria dels Estats Units es van retirar del Marroc el 1957.

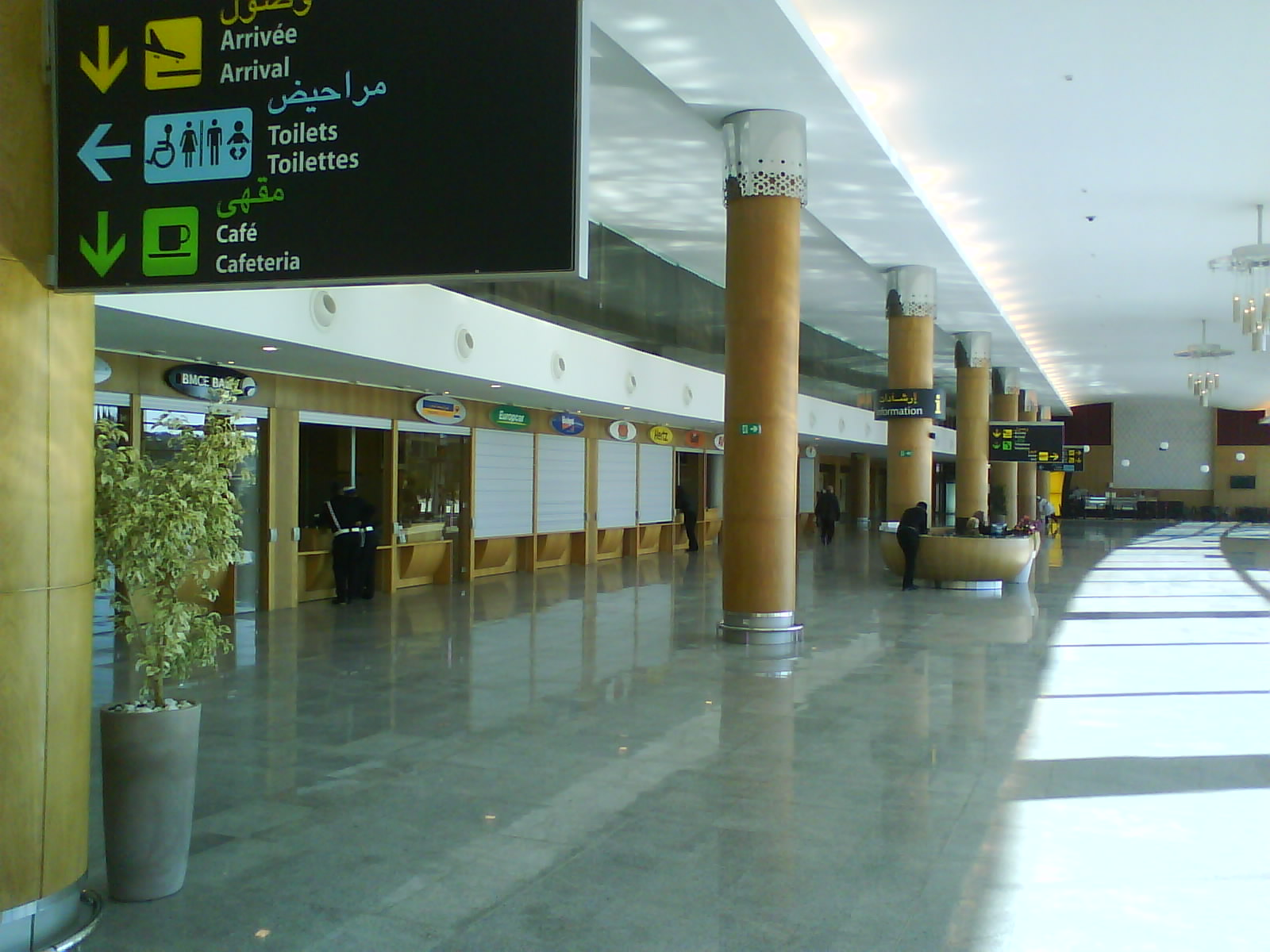
Àrea pública de la nova Terminal 1

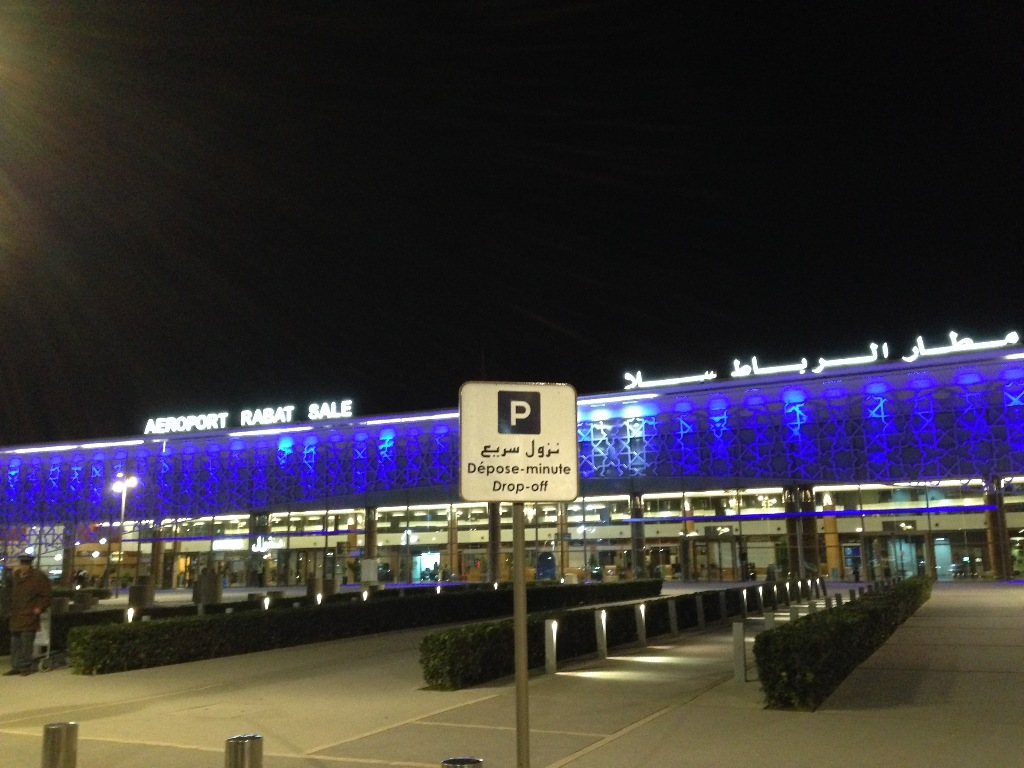
Aeroport de nit

## Instal·lacions

### Terminals
El 20 de gener de 2012 va ser inaugurat l'edifici de la nova Terminal 1, i l'antic edifici de la terminal (sempre anomenat Terminal 2) fou tancat. La terminal té una superfície de 16.000 m² i té una capacitat màxima de 3,5 milions de passatgers/any, més del doble de la capacitat de l'antiga terminal.
La zona pública (sortida d'arribades i check-in) ofereix agències de lloguer de cotxes, bancs (només de reemborsament de botigues lliures d'impostos), ATM, bar-cafeteria amb petits quiosc, telèfon/fax. La sala d'espera ofereix un bar-cafeteria, botiga lliure d'impostos, telèfons i sala per a fumadors. L'accés a l'aeroport és possible en taxi, autobús o cotxe privat; hi ha places d'aparcament disponibles.
Rabat-Salé és un dels sis aeroports al Marroc on ONDA ofereix el seu servei especial VIP Salon Convives de Marque.
El noli-terminal té una superfície de 1360 m².

### Plataforma
Hi ha disponible una àrea de 84.000 m² per als avions de passatgers que ofereix quatre passarel·les d'accés i 10 grades. Els suports poden rebre un Boeing 747, tres Boeing 737, dos Airbus A310 i quatre Airbus A320.

### Pista d'aterratge
L'única pista d'aterratge es troba en direcció 03/21, i té 3.500 metres de longitud i 45 metres d'ample. L'aeroport compta amb una certificació ILS classe 1 i ofereix les següents ajudes de radionavegació: VOR - DME - NDB.

## Aerolínies i destinacions
| Aerolínies                             | Destinacions                                                                                                 |
| -------------------------------------- | --- |
| Air France                             | Aeroport de París-Charles de Gaulle                                                                          |
| Etihad Airways                         | Abu Dhabi |
| Royal Air Maroc                        | Brussel·les, Aeroport de París-Orly, London-Gatwick, Madrid, Aeroport de Marsella Estacional: Agadir, Jeddah |
| Royal Air Maroc operat per RAM Express | Casablanca                                                                                                   |
| Ryanair                                | Beauvais, Charleroi, Girona, Londres-Stansted, Madrid, Marsella, Roma-Ciampino                               |
| Saudia                                 | Estacional: Jeddah                                                                                           |
| TUIfly Belgium                         | Brussels, Aeroport de París-Orly, Charleroi                                                                  |

## Transport terrestres
Per arribar des de l'aeroport al centre de Rabat:
- Amb taxi per 200 Dh (MAD), al voltant de 18 euros (21 US $).
- Amb autobús: servei d'autobús Express des de l'aeroport fins a l'estació de tren de la ciutat de Rabat, a un preu de 20 dhs (MAD), al voltant de 2 euros. Sortides programades que corresponen amb les arribades i sortides de vols.

Des de l'aeroport: 30 minuts després de l'arribada del vol.
A l'aeroport: 3 hores abans de la sortida del vol.
- Pel transport privat: Transport privat des de l'aeroport al centre de Rabat, amb un preu d'entre 300 i 500 dhs (MAD), al voltant de 30 i 50 euros.
- Amb autobús local: Línia n. 2, però has de caminar fora de l'aeroport, 5 minuts a peu de l'estació d'autobusos al costat del supermercat ATACADAO, el preu del bitllet d'autobús és de 4 dh (MAD) aproximadament 0,40 euros.

## Incidents i accidents
- El 12 de juliol de 1961 un Ilyushin Il-18 de Czech Airlines (CSA) en ruta de l'aeroport de Zuric cap a l'aeroport de Rabat–Salé fou desviat a l'Aeroport de Casablanca–Anfa (GMMC) després de rebre informació metereològica indicant boira de terra a Rabat-Salé. A mesura que les condicions en GMMC també eren pobres el capità de l'avió va demanar permís per aterrar a Casablanca-Nouasseur (CMN), una base de la USAF. Mentre els controladors de GMMC contactaven amb les autoritats estatunidenques l'avió es va estavellar a 13 km al SSO de GMMC. Els 72 a bord (64 passatgers, 8 tripulants) van morir. La raó exacta de l'accident mai va ser aclarida.[7]
- El 12 setembre de 1961 un Sud Aviation Caravelle d'Air France era en ruta des de París–Orly a Rabat–Salé. Les condicions meteorològiques en el moment no eren favorables: una espessa boira i poca visibilitat. El pilot va informar al control del trànsit que tenia la intenció d'aterrar amb el radiofar no direccional (NDB). El control de trànsit va advertir al pilot que el NDB no estava en línia amb la pista, però aquest missatge no va rebre resposta. L'avió es va estavellar 9 km SSO de l'aeroport. Els 77 a bord (71 passatgers, 6 tripulants) van morir. La raó exacta mai es va saber, però els investigadors van informar com a raó més probable errors en la lectura de l'instrument.[8]